# 앨리 브룩
앨리 브룩(Ally Brooke, 1993년 7월 7일 ~ )은 미국의 가수이자, 걸 그룹 피프스 하모니의 구성원이다.